# Maurice Pryce
Maurice Henry Lecorney Pryce (* 24. Januar 1913 in Croydon; † 24. Juli 2003 in Vancouver) war ein britischer Physiker.

## Leben
Pryce war kurze Zeit in Heidelberg und lernte dort deutsch und später war er am Trinity College (Cambridge). Dort tat er sich in den Tripos Prüfungen hervor und war ein Forschungsstudent von Ralph Fowler und Max Born. 1935 ging er nach Princeton und erhielt dort den Commonwealth Fund Fellowship (heute Harkness Fellowship). Er arbeitete in Princeton u. a. mit Wolfgang Pauli und John von Neumann zusammen und promovierte 1937 (The wave mechanics of the photon). Danach war er wieder ab 1937 in England als Fellow des Trinity College und Lecturer in Cambridge. 1938 widerlegte er die Zwei Neutrino Theorie der Photonen, was ihm die Anerkennung von Paul Dirac brachte. 1939 wurde er Reader an der University of Liverpool bei James Chadwick. Dort begann er sich mit Kernphysik zu befassen und wiederholte auch die Berechnungen von Rudolf Peierls und Otto Robert Frisch über die Möglichkeit Kernwaffen zu bauen mit genaueren Daten. Das Ergebnis war für ihn erschreckend und er wandte sich im Zweiten Weltkrieg stattdessen der Radarforschung zu – unter anderem wies er theoretisch nach, dass die von der deutschen Luftwaffe benutzte Bomber-Leitführung mit Radiowellen bis nach Mittelengland mit Sendern an der Kanalküste möglich war – und der Entwicklung ziviler Kernreaktoren. 1944 ging er in diesem Zusammenhang nach Kanada und entwarf mit Edward Armand Guggenheim den ersten britischen Kernreaktor (Codename BEPO). 1946 wurde er Wykeham Professor of Physics in Oxford und Fellow des New College. Er war auch nach der Verhaftung von Klaus Fuchs 1950 Interims-Leiter der theoretischen Abteilung des Atomic Energy Research Establishment (AERE) in Harwell. Zu seinen Doktoranden und Studenten in Oxford gehörten Anatole Abragam (1950), John Clive Ward, Roger Elliott, John Ziman und die Kernphysiker Roger Blin-Stoyle und David Brink. Neben Kernphysik befasste er sich auch mit Festkörperphysik (Magnetismus). Da er mit der Leitung des Clarendon Laboratory unter Lord Cherwell unzufrieden war, wechselte er 1954 als Leiter der Physik-Fakultät und Nachfolger von Nevill Mott an die University of Bristol. Hier beschäftigte er sich mit dem Jahn-Teller-Effekt. 1964 ging er in die USA an die University of Southern California um 1968 nach Vancouver an die University of British Columbia zu wechseln. Von 1968 bis 1978 war er Berater der Atomic Energy of Canada Ltd zum Umgang mit radioaktivem Müll.
Pryce war seit 1951 Mitglied der Royal Society (FRS).
1939 heiratete er eine der Töchter (Susanne Margarethe) von Max Born, mit der er einen Sohn und drei Töchter hatte. Die Ehe wurde später geschieden und er war ab 1961 in zweiter Ehe mit Freda Kinsey verheiratet.

## Auszeichnungen und Mitgliedschaften
- 1935 Fellow, Cambridge Philosophical Society
- 1936 Mitglied der American Physical Society
- 1938 Fellow, Royal Astronomical Society
- 1946 Fellow, Physical Society (London); Member of Council 1959–61
- 1951 Fellow der Royal Society
- 1957 Mitglied des Radar and Signals Advisory Board, Ministry of Supply
- 1958 Mitglied des Electronics Research Council, Ministry of Aviation
- 1959 Mitglied und zeitweise Chairman des Advisory Council, Royal Military College of Science, Shrivenham
- 1960 Ehrenmitglied des Rats der Société de Physique, Paris
- 1965 Fellow der American Physical Society